# كأس سلوفينيا 2013–14
كأس سلوفينيا 2013–14 (بالإيطالية: Pokal Nogometne zveze Slovenije 2013-2014)‏ هو الموسم 23 من كأس سلوفينيا. أقيم خلال الفترة 20 أغسطس 2013 وحتى 21 مايو 2014، وأشرف على تنظيمه اتحاد سلوفينيا لكرة القدم، وكان عدد الأندية المشاركة فيه 27، وفاز فيه نادي غوريتسا.